# バーナード・ウィリアムズ (陸上選手)
バーナード・ローレン・ウィリアムズ3世 (Bernard Rollen Williams III、1978年1月19日 - ）は、アメリカ合衆国メリーランド州ボルチモア出身の陸上競技選手である。2000年シドニーオリンピック男子4×100mリレーでは第2走者として金メダルを獲得した。また、2004年アテネオリンピックの200mでも銀メダルを獲得している。
趣味はスタンダップコメディで、ステージネームは"ハリウッド"である。

## 主な実績
| 年   | 大会                               | 場所                         | 種目    | 結果 | 記録   |
| ---- | ---------------------------------- | ---------------------------- | ------- | ---- | ------ |
| 1999 | パンアメリカン競技大会             | ウィニペグ（カナダ）         | 100m    | 金   | 10秒08 |
| 2000 | オリンピック                       | シドニー（オーストラリア）   | 4×100mR | 金   | 37秒61 |
| 2001 | 世界陸上選手権                     | エドモントン（カナダ）       | 100m    | 銀   | 9秒94  |
| 2001 | IAAFグランプリファイナル           | メルボルン（オーストラリア） | 200m    | 銀   | 20秒39 |
| 2003 | 世界陸上選手権                     | パリ（フランス）             | 4×100mR | 金   | 38秒06 |
| 2003 | IAAFワールドアスレチックファイナル | モンテカルロ（モナコ）       | 100m    | 金   | 10秒04 |
| 2004 | オリンピック                       | アテネ（ギリシャ）           | 200m    | 銀   | 20秒01 |

## 自己ベスト
- 100m - 9秒94 　(2001年8月5日)
- 200m - 20秒01 (2001年8月24日、2003年7月11日、2004年8月26日)